# László Felkai
László Felkai, född 1 mars 1941 i Budapest, död 10 april 2014 i Budapest, var en ungersk vattenpolospelare och simmare. Under 1960-talet representerade han Ungern i OS tre gånger, nämligen i Rom, Tokyo och Mexico City. Först blev det brons, sedan guld, sedan brons igen. Som simmare diskvalificerades han i Rom på 200 meter bröstsim.
Under storhetstiden på 1960-talet spelade han för Ferencváros TC.